# A Nazione
A Nazione es una revista corsa de orientación nacionalista y escrita totalmente en idioma corso, fundada en febrero de 2007 por Ghjuvan'Guidu Talamoni. Trata temas de actualidad, la conmemoración del bicentenario de la muerte de Pascal Paoli y la actualidad deportiva o literaria. Cuenta con numerosos colaboradores, la mayoría de ellos del ámbito del nacionalismo corso, como Riacquistu, Ghjacumu Thiers, Ghjacumu Fusina, Santu Casta, Lisandru Bassani, Ghjermana de Zerbi, María Teresia Poli, Francescu María Perfettini. Ha dado a conocer autores nuevos como Alanu di Meglio, Antone Filippi y Petru Vachet-Natali.